# 早川泰正
早川 泰正（はやかわ やすまさ、1918年1月21日 - 2010年12月26日）は、日本の経済学者。北海道大学名誉教授。第5代千葉商科大学学長。

## 経歴・人物
北海道札幌市生まれ。1935年札幌第一中学校（現北海道札幌南高等学校）卒業。1941年東京商科大学（現一橋大学）卒業。杉本栄一ゼミ出身。同年末永隆甫とともに企画院嘱託となる。同年東京商科大学経済研究所員。1947年北海道大学法文学部助教授。1957年北海道大学経済学部教授。1960年理論・計量経済学会理事。1961年北海道同大学経済学博士。1965年北海道大学経済学部長。1968年北海道地方労働委員会公益委員、北海道開発委員会委員。1969年北海道地方最低賃金審議会委員。1973年北海道大学附属図書館長、札幌市長期総合計画委員会委員。1976年北海道開発審議会委員、北海道建設業審議会委員。1979年日本国有鉄道北海道総局評議会評議員。1981年北海道大学名誉教授。1987年千葉商科大学学長。1994年勲二等瑞宝章受章。2010年12月26日、肺炎のため千葉県市原市鶴舞の自宅で死去。如水会館でお別れの会が開かれた。

## 著書
- 『国民所得の分析』（山田雄三, 泉三義, 小島清, 山田勇, 橋田亮二, 佐々生信夫と共著）日本評論社 1947年
- 『經濟變動理論への途』東洋経済新報社 1951年
- 『經濟學説全集 : 近代経済学の革新』（山田長夫, 吉川光治, 長澤惟恭, 巽博一, 吉野昌甫, 林栄夫, 川口弘, 宮崎義一, 北川敏男, 関嘉彦, 小泉明と共著）河出書房 1955年
- 『「経済学教科書」の問題点 上』（馬場啓之助, 増田四郎, 気賀健三, 千種義人, 樋口午郎, 高橋長太郎, 川野重任, 天利長三, 関嘉彦と共著）中央公論社 1956年
- 『経済変動理論 : 拡張と崩落の経済理論』東洋経済新報社 1958年
- 『近代経済学講座 : 基礎理論編 第4』（篠原三代平, 林栄夫, 宮崎義一共編, 坂本二郎, 荒憲治郎, 小島清, 伊達邦春, 浅川栄一, 伊東光晴, 藤野正三郎, 渡部福太郎, 馬場正雄, 林栄夫と共著）有斐閣 1968年
- 『戦後日本経済と景気理論』新評論 1972年
- 『今後の景気見通しと北海道の開発 : 早川北大教授の講演』北洋相互銀行社長室調査課 1975年
- 『近代経済学』新評論 1983年